# Sistema stop-start

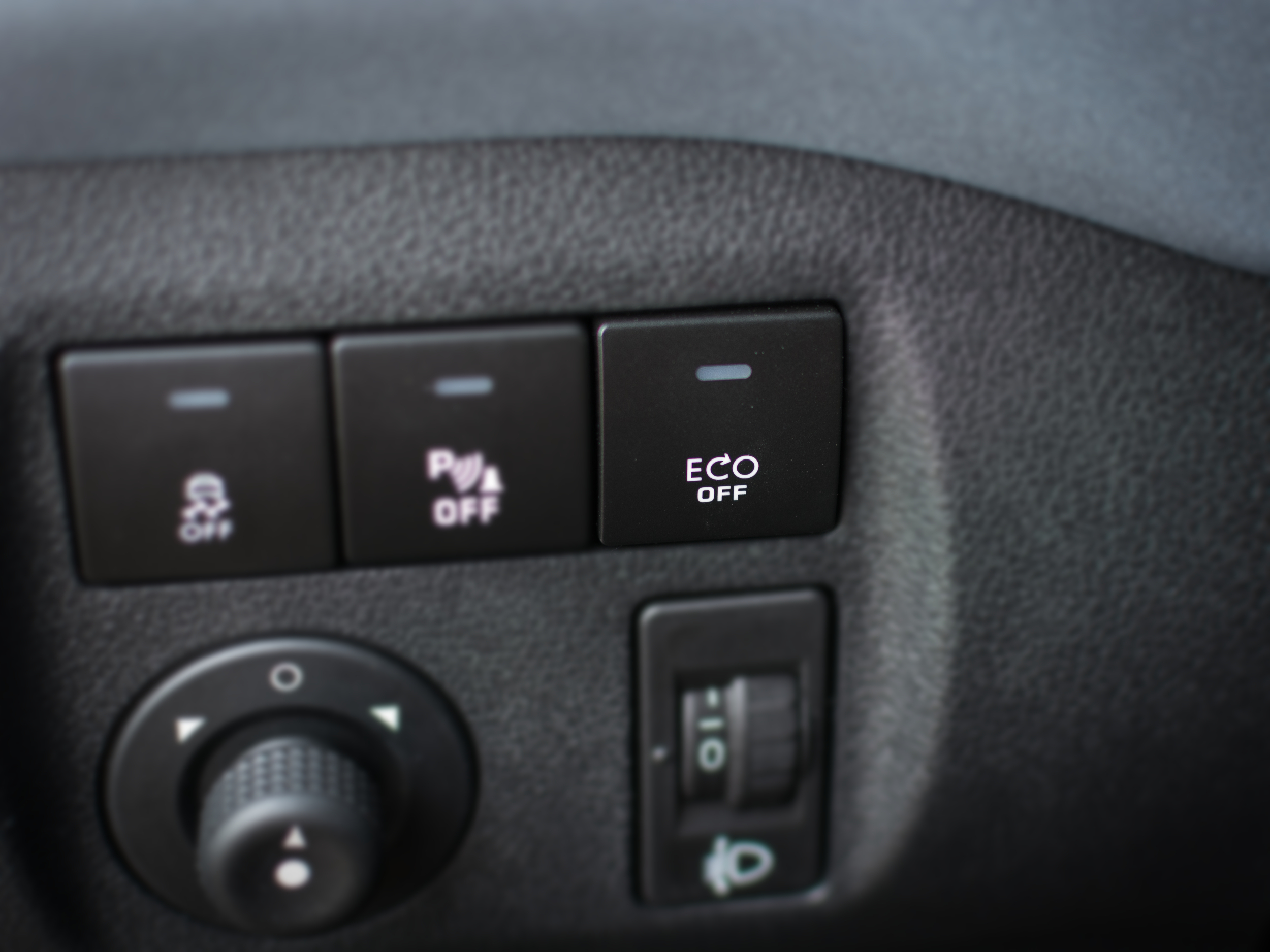
Botón para poder desactivar el sistema en un Citroën Berlingo.

El sistema stop-start o sistema de re-arranque automático (en inglés Start-stop system, que se puede traducir como sistema automático de paro y arranque), es un dispositivo que para y reinicia automáticamente el motor de un vehículo con el fin de ahorrar combustible y para reducir la contaminación, principalmente en las ciudad y en los atascos.

## Historia
El motor/generador no es nuevo, porque los coches de lujo de los años treinta a menudo estaban equipados con «DYNASTART», un gran dinamo/arrancador, normalmente montado directamente al final del cigüeñal cuya principal ventaja era permitir un arranque del motor flexible y tranquilo.
Las emisiones de monóxido de carbono y la primera crisis del petróleo empujaron a los fabricantes automovilísticos a desarrollar tecnologías para reducir el consumo de combustible. Ya en 1974, Toyota comercializaba su Toyota Crown de seis cilindros con un interruptor automático de arranque, para ahorrar un 10% de combustible en los atascos.
El principio de Stop & Start manual fue desarrollado en 1981 por Volkswagen para su Polo Formula E (por «económico») con un sistema semiautomático (parada por presión manual de un botón «Stop» y re-arranque automático)
El primer sistema automático Stop & Start es propuesto por Fiat sobre el Regata ES (pour « Energy saving ») lanzado en 1983. Se tarda diez años más a revisar el sistema sobre el Volkswagen Golf III de 1994, que no tendrá más éxito.
La ola actual de desarrollo comenzó en 1999 a Volkswagen para sus modelos Lupo 3L y Audi A2 3L, pero sobre todo a Citroën C3 con Stop y Start para el público general a finales del 2004 por un modesto costo adicional. El alternador es reversible y la tecnología sólo se asocia a cajas manuales robóticas. El impulso a la tecnología provendrá de los gobiernos europeos que empiezan a dar apoyo económico a las bajas emisiones de CO2 de los coches. Esta tecnología bastante simple proporciona un efecto medible sobre el ciclo europeo de medición del consumo en la ciudad, y se adopta muy rápidamente desde finales de los años 2000.
En Valonia, desde entonces 11 de marzo de 2019 está prohibido mantener el motor en marcha en un vehículo estacionario con una multa de 130€.

## Descripción del sistema moderno

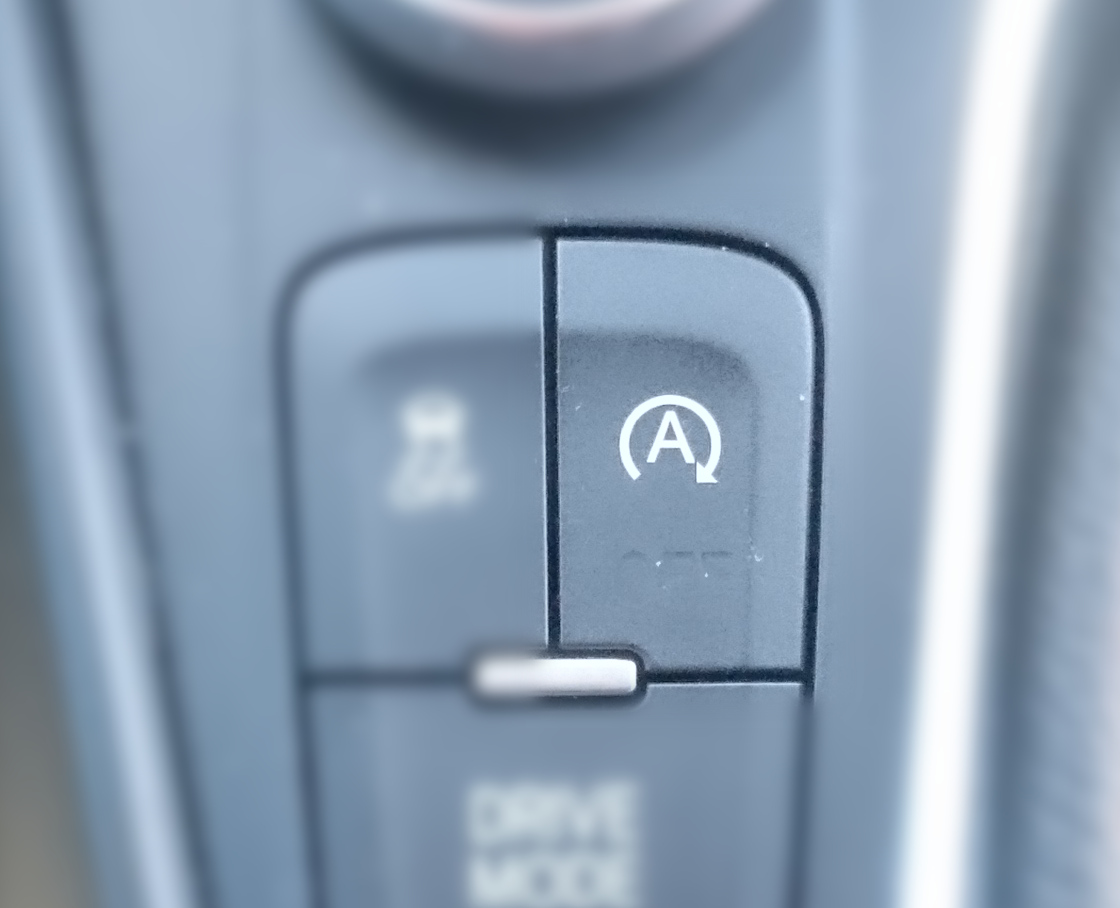
Botón para poder desactivar el sistema en un Ford Focus.

El sistema se compone de dos elementos principales :
- una máquina de re-arranque, que puede ser :
  1. un alternador reversible (o alternador-arrancador), que ejerce tanto el rol de arrancador como el de alternador (que ocupa el lugar, utilizando los mismos puntos de conexión), pero solo viene además del motor de arranque convencional, que se reserva para los primeros arranques. Su uso garantiza un re-arranque rápido y silencioso;
  2. un simple refuerzo de la batería de arranque y batería existente, para permitirle soportar muchos re-arranques adicionales. Esta técnica es menos costosa, pero también mucho menos efectiva ;
  3. un arranque con aire comprimido, que también puede servir como retardador y potencia adicional, por ejemplo durante la aceleración;[6]
- una caja electrónica que gestiona la interconexión entre la máquina de re-arranque, el ordenador del motor y la caja de servicio inteligente.

Aparte de estos dos elementos principales, el sistema incluye una batería de recombinación de gas hermética, así como en el caso de un sistema de alternador-arrancador una correa suficientemente dimensionada.

## Funcionamiento
Un ejemplo de implementación de esta técnica es el siguiente :
- tan pronto como la velocidad alcanzada sea inferior a 6, el motor está en marcha, el embrague queda abierto;
- el motor se para cuando el pedal de freno está apretado;
- cuando se suelta el pedal de freno, el motor se reinicia de forma automática e instantánea;
- cuando se vuelve a solicitar el acelerador, el embrague se cierra gradualmente.

Por otro lado, el motor sólo se puede detener si se cumplen las condiciones necesarias. Así, la parada no se realizará si hace demasiado calor o hace demasiado frío, si se produce una descongelación, etc. A menudo el sistema se puede desactivar con un botón (a veces llamado «paro y arranque»).
Este sistema genera un ahorro de energía cuando la duración de la parada ahorra la energía necesaria para el re-arranque.

## Ventajas y desventajas delStop & Start

### Ventajas
para el conductor
- si el tráfico se realiza en embotellamientos, el sistema ofrece una reducción importante del consumo y de las emisiones de CO2 :
- la eficiencia eléctrica es superior a la de un alternador convencional;
- Es posible reiniciar el motor durante el apagón, por ejemplo, si el conductor cambia de opinión inesperadamente;
- la instalación en la unidad de motor y la integración eléctrica son sencillas

para el usuario
- se reduce el consumo y las CO2 (del 6 al 10%, teóricamente hasta el 15%,[7][8] al ciclo urbano en las horas punta);[9]
- el apagado y el re-arranque del motor son automáticos;
- el re-arranque del motor es inmediato (aproximadamente 400) y silencioso;
- el ruido y las vibraciones del motor se eliminan durante el apagón momentánea.

### Desventajas
- Los ahorros sólo se pueden conseguir en usos urbanos o en carreteras muy transitadas.[10][11]
- En detener el motor, la temperatura disminuye gradualmente en el convertidor catalítico, lo que hace que sea menos eficaz al reiniciar que la parada se prolonga y la temperatura ambiente baja. Cuanto mayor sea el tiempo de inactividad, más aumentará la contaminación en la puesta en marcha, compensada parcial o totalmente por la ausencia total de emisiones durante las fases de parada.
- Cuando el motor se para, el calentamiento y el enfriamiento pierden gradualmente la eficiencia. En caso de cerrarse prolongadamente, todos los accesorios que utilizan la batería pueden «vaciarla», sobre todo si la temperatura ambiente es baja, si está mal cargada o en «final de vida», o si el apagón es demasiado larga.

Los diferentes constructores de los dos precursores que son Fiat y Volkswagen, es el segundo que ha perseverado tres veces (Formel E, Ecomatic, tras las versiones de 3 L de Lupo y A2), antes de ver la difusión de la tecnología.
El primer fabricante de equipos a ofrecer un sistema para la producción masiva es Valeo en colaboración con PSA, con su alternador de arranque (sistema STARS, para Starter Alternator Reversible System Según Valeo, esto corresponde a una disminución del consumo hasta un 15% en el ciclo urbano ocupado.

## Vehículos europeos
Desde la transición hacia los estándares Euro 5, cada vez son más los vehículos con cajas manuales o incluso robotizadas equipadas con este sistema, en todos los niveles del rango. El sistema Valeo está montado a Citroën, Peugeot, Smart, Land Rover, Volvo, mientras que el sistema Bosch equipo Volkswagen, SEAT, Nissan o Fiat en varios modelos de gasolina y diesel. Valeo anuncia la primavera de 2010 el lanzamiento de su segunda generación de Stop & Start prevista para el tercer trimestre del mismo año. Esta nueva generación, llamada «i-STARS», se distingue por la integración de la electrónica de control en la máquina eléctrica. Bosch ha compatibilizado el sistema con las cajas de cambio automáticas.
Smart Idle Stop System desarrollado por Mazda. Cuando se detienen, los pistones se posicionan en una configuración que permite reiniciar directamente mediante combustión, con un tiempo de arranque de 0,35 segundos, es decir, se puede arrancar el coche por un sistema electrónico sin consumir de la batería los 60 A típicos.
El sistema ISG EcoDynamics de Kia utiliza componentes Bosch, Valeo y Varta.